# Districtul Guenzet
Guenzet este un district din provincia Sétif, Algeria.